# Evangelische Kirche Haßlinghausen

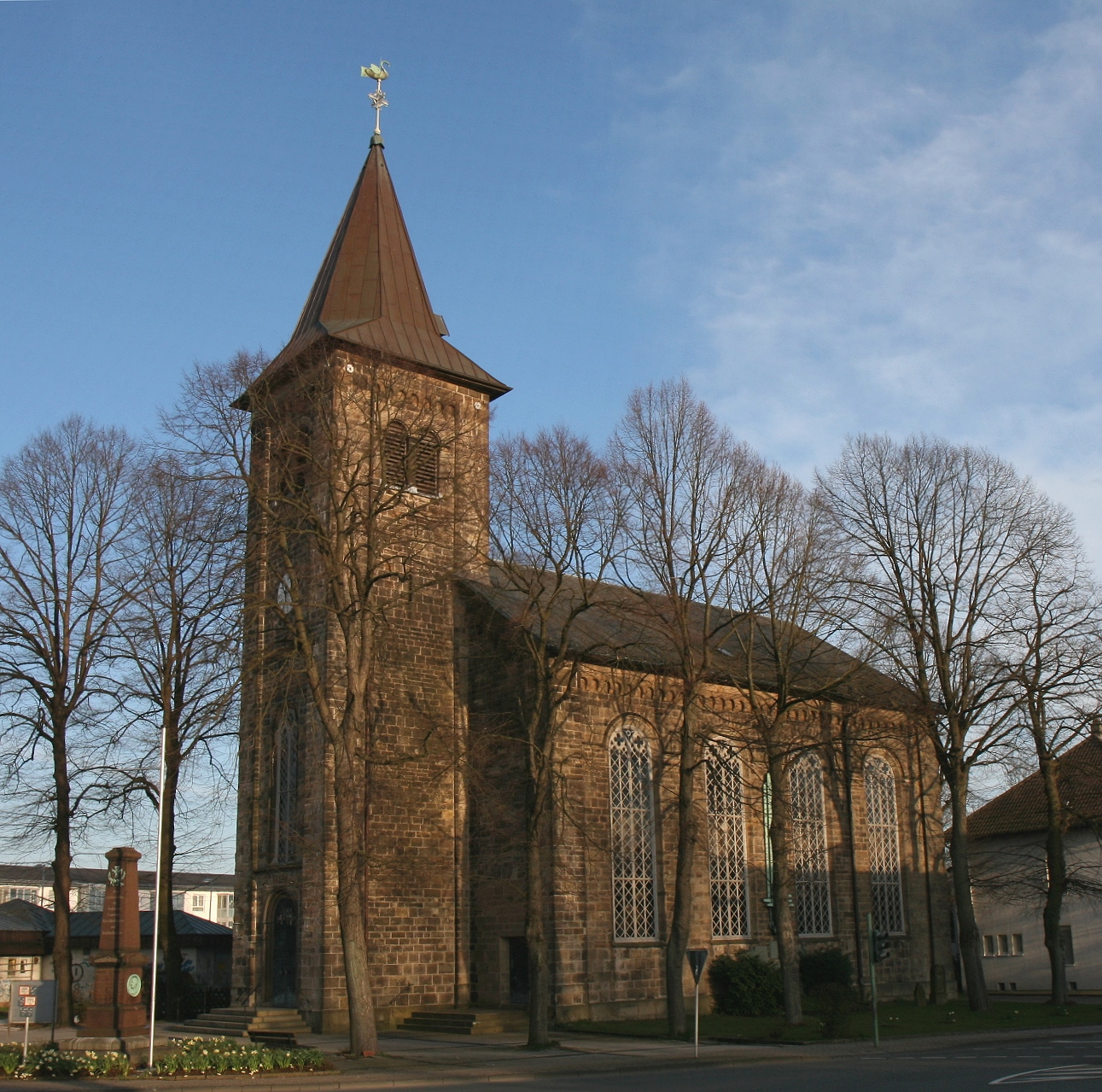
Haßlinghauser Kirche

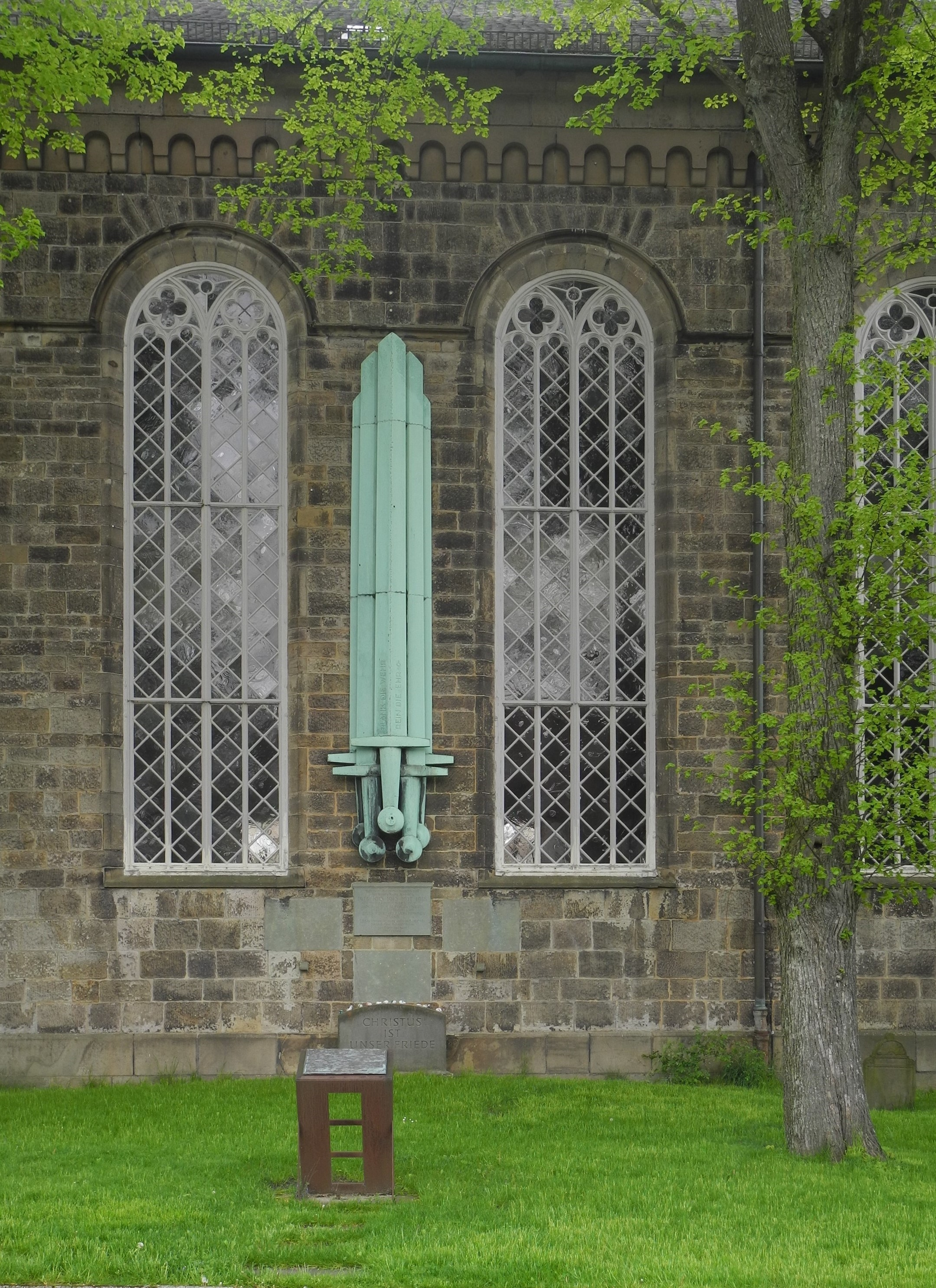
Kriegerdenkmal (1914–1918)

Die Evangelische Kirche Haßlinghausen steht am Beginn der Gevelsberger Straße in Haßlinghausen, einem Stadtbezirk der Stadt Sprockhövel im Ennepe-Ruhr-Kreis von Nordrhein-Westfalen. Die Kirchengemeinde gehört zum Kirchenkreis Schwelm in der Evangelischen Kirche von Westfalen.

## Beschreibung
Die Saalkirche aus bearbeiteten Bruchsteinen wurde 1854 nach einem Entwurf von Christian Heyden erbaut. Im Norden ihres Langhauses mit vier Jochen steht der Kirchturm, im Süden befindet sich ein eingezogener, gerade geschlossener Chor. Der Außenbau ist durch Lisenen, Bogenfenster und Bogenfriese unter den Dachtraufen neuromanisch gekennzeichnet.
Im Kontrast dazu weist der Innenraum, der vor dem Eisenacher Regulativ gestaltet wurde, eine barocke Tradition auf. Die Emporen befinden sich an drei Seiten. Über dem Kanzelaltar steht die vom Unternehmen Ibach gebaute Orgel. Der mit einem achtseitigen Knickhelm bedeckte Kirchturm beherbergt im obersten Geschoss hinter den als Biforien gestalteten Klangarkaden den Glockenstuhl. Das dreistimmige Gussstahlgeläut erklingt im Te-Deum-Motiv h°-d'-e' und wurde 1924 gegossen.
In der Mitte der Außenwand des westlichen Seitenschiffs ist eine auffällige Bronze-Skulptur aus fünf fast kirchenfensterhohen, aufeinandergeschichteten Langschwertern angebracht. Diese ist Teil eines erst 1935 errichteten Kriegerdenkmals für die 236 im Ersten Weltkrieg Gefallenen aus Haßlinghausen, an die unterhalb eine schlichte Steintafel mit problematischem Text erinnert. Seit 2016 ordnet eine metallene Informationstafel vor dem Denkmal die Installation zeitgeschichtlich ein.
Leicht versetzt vor der Turmfront im Norden steht zudem das Kriegerdenkmal für die 16 Gefallenen und Vermissten des französisch-preußischen Kriegs von 1870/71, die aus Haßlinghausen und Hiddinghausen kamen. Es hat die Form eines Obelisken.